# Façades (film)
Façades is een Belgische film uit 2017, geregisseerd door Kaat Beels en Nathalie Basteyns.

## Verhaal
De veertigjarige Alex trekt bij haar dementerende vader in nadat haar moeder hem in de steek liet. Het lijkt een mooi gebaar van een bezorgde dochter maar achter haar masker als behulpzame dochter gaan een aantal geheimen schuil die met haar huwelijksperikelen en jeugdtrauma’s te maken hebben.

## Rolverdeling
| Acteur                 | Personage          |
| ---------------------- | ------------------ |
| Natali Broods          | Alex Ilsen         |
| Johan Leysen           | Jean               |
| Theo Maassen           | Claus              |
| Frieda Pittoors        | Viv                |
| Benjamin Verdonck      | Gabriël            |
| Nell Cattrysse         | jonge Alex         |
| Joe Agemans            | jonge Jean         |
| Ella-June Henrard      | jonge Lucy         |
| Vincent Van Sande      | jonge Maurice      |
| Philippe Welke         | jonge Benoît       |
| Joren Seldeslachts     | Postbode           |
| Gene Bervoets          | Maurice            |
| Els Olaerts            | dokter             |
| Bernard Marbaix        | Benoît             |
| Amaryllis Uitterlinden | minnares van Claus |

## Productie
Façades ging op 14 oktober 2017 in première op het Film Fest Gent.